# 4 TCN
Năm 4 TCN là một năm trong lịch Julius.  

## Sinh
Jesus